# Међураче
Међураче су насељено место у саставу града Петриње, у Банији, Република Хрватска.

## Становништво
Насеље је према попису становништва из 2011. године имало 36 становника.
| Националност       | 1991.       |
| Хрвати             | 69 (94,52%) |
| Срби               | 3 (4,10%)   |
| Југословени        | 0           |
| остали и непознато | 1 (1,36%)   |
| Укупно             | 73          |